# Hieronim Bieniewski
Hieronim Pruszak Bieniewski herbu Leliwa – deputat na Trybunał Główny Koronny z województwa poznańskiego w 1641/1642 roku.